# 菜花坪镇
菜花坪镇是湖南省攸县南部的一个镇，北与城关镇隔洣水河相望，东临虎踞镇，南连渌田镇，西与衡东县高湖毗邻，2006年由原菜花坪乡和原高和乡合并而成，辖32个村，1个居委会，585个村民小组，13599户，总人口5.57万。耕地面积4.74万亩。